# Filostefano (storico)
Filostefano di Cirene (in greco antico: Φιλοστέφανος ὁ Κυρηναίος?, Philostéphanos ho Kyrēnáios; Cirene, III secolo a.C. – ...) è stato uno storico greco antico.

## Biografia
Filostefano fu uno storico e scrittore ellenistico del Nordafrica, allievo del poeta Callimaco ad Alessandria d'Egitto dove operò nel III secolo a.C.
Egli viene erroneamente chiamato Polystephanus da Aulo Gellio, che ne aveva trovato un vecchio manoscritto a Brundisium. Non va, inoltre, confuso con un altro Filostefano, che fu invece un poeta comico, di cui si conosce molto poco.

## Opere
Tra le opere di Filostefano, tutte perdute tranne frammenti erano  Sulle città dell'Asia (che doveva consistere in almeno due libri, a giudicare dall'affermazione di Ateneo, che cita dal primo libro di quest'opera), Sul monte Cillene (titolo che suggerisce l'idea di un excursus di tipo naturalistico), Hepeirotikà ("sull'Epiro"), Sui fiumi meravigliosi, Sulle invenzioni, Sulle isole (compilazione strutturata per sezioni ciascuna dedicata a una diversa isola, percepita come un'unità organica). Quest'ultimo titolo doveva inglobare forse anche Su Cipro, scritta durante il regno di Tolomeo IV (222–206 a.C.), è andata perduta, ma era conosciuta da almeno due scrittori cristiani, Clemente Alessandrino e Arnobio.: in essa, tra l'altro, era contenuta la narrazione della storia mitica di Pigmalione di Cipro, che amò un'immagine di culto della dea greca Afrodite e a questo racconto si rifece Ovidio; altre brevi citazioni di Filostefano sulle isole riguardano riferimenti anche la Sicilia, Calauria al largo della costa di Trezene e Strime, al largo delle coste della Tracia. .
L'unica citazione che preservi il titolo di un'opera paradossografica di Filostefano è quella riferita da Ateneo, che menziona un titolo Sui fiumi paradossali, a cui, congetturalmente, si possono ascrivere i frammenti in cui è fatto chiaro riferimento a un fiume dalle qualità paradossali, come l'Eridano, il Pitonio, il Crati e l'altrimenti sconosciuto Seto, oltre al Fasi della Colchide, il Laurete di Crotone e l'Eleete di Metaponto.
Una delle citazioni filostefanee negli scolii ad Apollonio Rodio è espressamente tratta da Commentari. 